# Spectre magnétique
Cet article court présente un sujet plus développé dans : Champ magnétique.

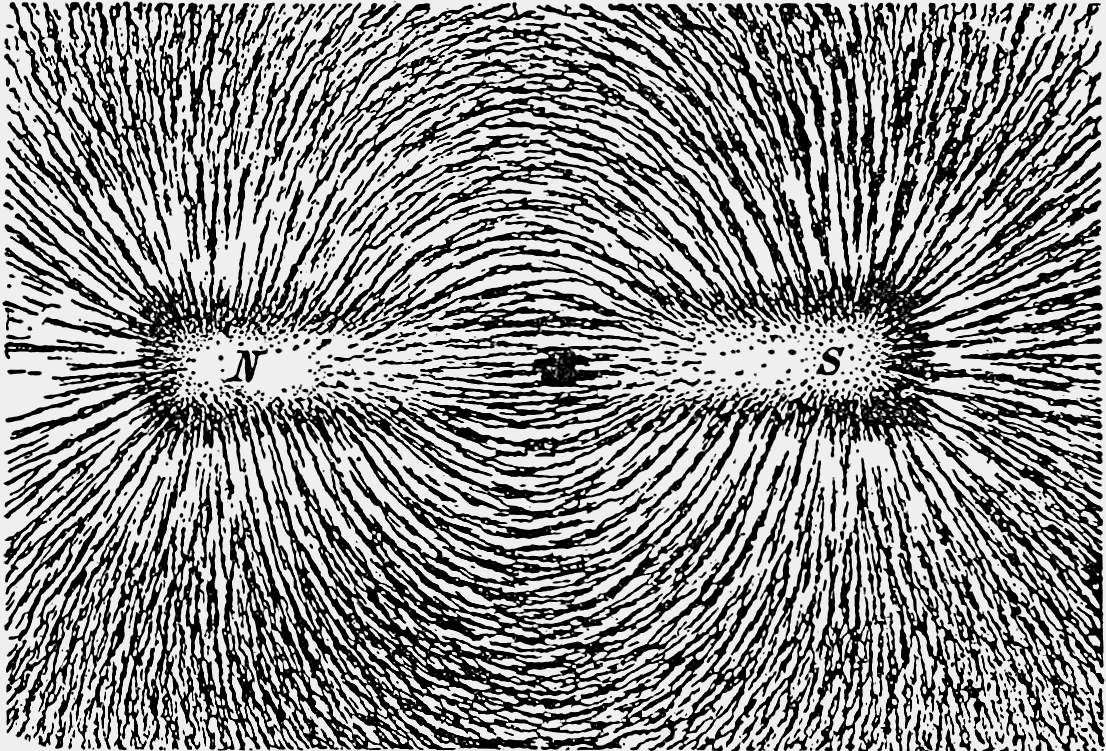
Spectre magnétique, avec les deux pôles Nord et Sud.

Dans certains ouvrages, on désignait par spectre magnétique l'ensemble des lignes de champ d'un champ magnétique telles que matérialisées par de la limaille de fer ou tout autre moyen. Cette appellation n'est plus guère utilisée aujourd'hui, le mot « spectre » n'ayant ici aucun rapport avec la notion générale de spectre en physique.
Le spectre magnétique moderne se réfère à la représentation mathématique et expérimentale du champ magnétique autour d'un aimant ou d'une source magnétique, souvent obtenue à l'aide d'instruments modernes comme les capteurs de champ magnétique (par exemple, des sondes Hall) ou des techniques comme l'imagerie par résonance magnétique (IRM). Contrairement à l'ancienne méthode où l'on utilisait de la limaille de fer pour visualiser les lignes de champ, le spectre magnétique moderne permet une mesure précise de l'intensité et de la direction du champ en divers points de l'espace.
La principale raison pour laquelle l'ancienne définition (avec la limaille de fer) est moins utilisée aujourd'hui est que :
1. Précision et quantification : Les capteurs modernes permettent de mesurer précisément l'intensité du champ magnétique en teslas (T) à chaque point, ce qui n'est pas possible avec la limaille de fer.
2. Visualisation numérique : Grâce aux technologies numériques, il est possible de créer des cartes et des modèles 3D des champs magnétiques, offrant ainsi une représentation beaucoup plus détaillée et exacte que celle fournie par les lignes de limaille de fer.
3. Accessibilité et sécurité : L'utilisation de la limaille de fer peut être moins pratique, moins précise et parfois moins sûre que les méthodes modernes de mesure, qui permettent des évaluations dans des conditions plus variées.

En résumé, la méthode moderne remplace l'ancienne en raison de sa précision, de sa capacité à quantifier l'intensité du champ magnétique et de la possibilité d'obtenir des visualisations plus détaillées grâce à la technologie.